# Michael Waldron
Michael Waldron (23 aprile 1987) è uno sceneggiatore e produttore televisivo statunitense noto per il suo lavoro su Rick and Morty, Loki e Doctor Strange nel Multiverso della Follia.

## Carriera
Nel febbraio 2014 Waldron si è iscritto al programma di sceneggiatura MFA alla Pepperdine University ed ha lavorato come stagista per la serie Adult Swim Rick and Morty durante la sua prima stagione, per poi essere assunto dal co-creatore della serie Dan Harmon per far parte dello staff di produzione della serie della NBC Community, durante la sua quinta stagione. Nel febbraio 2017 scrive la serie Heels per Starz. Ad agosto 2017 è produttore esecutivo della serie YouTube Red Good Game. Nel febbraio 2019 è stato assunto come capo sceneggiatore e produttore esecutivo per la prima stagione della serie Disney+ Loki. Nel novembre 2019, dopo aver prodotto diversi episodi di Rick and Morty, Waldron ha scritto l'episodio della quarta stagione "Il vecchio e il water". Nel febbraio 2020 ha iniziato a scrivere la sceneggiatura del film Doctor Strange nel Multiverso della Follia. Nel gennaio 2021, è stato assunto per scrivere la sceneggiatura del film del franchise Star Wars prodotto da Kevin Feige, firmando anche un accordo generale con la Disney.

## Filmografia

### Sceneggiatore

#### Cinema
- Doctor Strange nel Multiverso della Follia (Doctor Strange in the Multiverse of Madness), regia di Sam Raimi (2022)

#### Televisione
- Community (2014)
- Good Game (2017)
- Rick and Morty (2019–2020)
- Loki (2021 - 2023)
- Heels (2021 - in produzione)

#### Produttore
- Good Game (2017)
- Rick and Morty (2019–2020)
- Loki (2021 - 2023)
- Heels (2021 - in produzione)

## Riconoscimenti

### Premio Emmy
- 2020 – Miglior programma animato per Rick and Morty per L'episodio della vasca d'acido

### Writers Guild of America Award
- 2022 – Candidatura per la Miglior serie drammatica per Loki assieme a Bisha K. Ali, Elissa Karasik e Eric Martin
- 2022 – Candidatura per la Miglior nuova serie per Loki assieme a Bisha K. Ali, Elissa Karasik e Eric Martin